# Prison School
Prison School (監獄学園, Purizun Sukūru) també conegut com a Kangoku Gakuen, és una sèrie de manga escrita 9 il·lustrada per Akira Hiramoto, i l'adaptació a l'anime va ser dirigida per Tsutomu Mizushima. L'anime va tenir 12 episodis que van cobrir els primers 81 capítols de la sèrie de manga.

## Argument
L'acadèmia Hachimitsu és una de les acadèmies de noies més estrictes de Tòquio. Després de molts anys ha decidit admetre nois en el seu sistema. Kiyoshi Fujino és un d'aquests nous nois, però descobreix sorprenentment que ell i els seus quatre amics Gakuto, Wakamoto, Joe i Andre són els únics estudiants masculins en una escola de mil noies. Pitjor encara són les lleis draconianes que encara es troben al lloc, que castiga fins i tot les infraccions més lleus amb una estada a la presó de l'escola. Una sèrie d'accidents pervertits fa que els cinc nois siguin "arrestats" i rebin un ultimàtum: o es queden un mes a la presó o que siguin expulsats.

## Personatges
Kiyoshi Fujino (藤 野 清 志, Fujino Kiyoshi)Actor de veu: Hiroshi Kamiya
Kiyoshi és el personatge principal de la sèrie i el primer noi en fer contacte amb una noia de l'acadèmia Hachimitsu.
Takehito Morokuzu (諸葛 岳 人, Morokuzu Takehito)
Actor de veu: Katsuyuki Konishi: Anomenat "Gakuto", ell és el noi amb ulleres en el grup.
Shingo Wakamoto (若 本 真 吾, Wakamoto Shingo)Actor de veu: Kenichi Suzumura: Shingo és el noi ros que s'assembla a un delinqüent. Ell està enamorat de l'Anzu.
Jōji Nezu (根 津 譲 二, Nezu Jōji)Actor de veu: Daisuke Namikawa: Anomenat "Joe", que és l'estrany del grup. Sempre porta una caputxa i té una afició per les famílies de formigues.
Reiji Andō (安 堂 麗 治, Andō Reiji)Actor de veu: Kazuyuki Okitsu: Anomenat "Andre", que és el gras del grup. Ell es preocupa profundament pels seus amics, també és un masoquista extrem.
Mari Kurihara (栗 原 万里, Kurihara Mari)Actriu de veu: Sayaka Ohara: Mari és la presidenta del consell estudiantil subterrani. Ella és la filla del president de Hachimitsu Academy i la germana de Chiyo.
Meiko Shiraki (白木 芽 衣 子, Shiraki Meiko)Actriu de veu: Shizuka Ito: Meiko és la vicepresidenta del consell estudiantil subterrani. Ella es va posar a càrrec de vigilar els nens mentre estan a la presó.
Hana Midorikawa (緑 川 花, Midorikawa Hana)Actriu de veu: Kana Hanazawa: Hana és la secretària del consell d'estudiants subterrani. Ella està enamorada de Kiyoshi.